# 穆罕默德·里扎帕夏
穆罕默德·里扎帕夏（土耳其語：Mehmed Rıza Paşa；1844年—1920年），是奥斯曼帝国的元帅，曾参加过俄土战争。